# Wieslauterhof
Der Weiler Wieslauterhof befindet sich ungefähr in der Mitte zwischen Hinterweidenthal und Merzalben im oberen Wieslautergrund, einem Seitental des Zieglertals nahe dem angeblichen Wieslauter-Ursprung.

## Geschichte
1718 bat Lorenz Siegenthaler den Gräfensteiner Amtmann Faber, im oberen Wieslautergrund, oberhalb des Kumpfwooges und gegen den Schlosswald hin, einen Erblehenshof anlegen zu dürfen. Nachdem einige Probleme in den Familienverhältnissen des Bittstellers geklärt wurden, d. h. die gesamte Familie zum katholischen Glauben konvertiert war, stand der Gründung des Wieslauterhofes bzw. Wäschlauterhofes nichts mehr im Wege.
Alle Quellen und Akten, die die Zeit bis 1744 dokumentieren, sind im Zweiten Weltkrieg vernichtet worden. Die folgenden 256 Jahre aber sind bis heute gut dokumentiert und erzählen von der Geschichte des Pfälzerwaldes und seiner Bewohner.
Bis zum Ende des 19. Jahrhunderts bewirtschafteten Bauernfamilien das Zieglertal. Die vielen noch heute im Tal vorhandenen Weiher waren bedeutend für die Bewässerung der Wiesen. Im Laufe der Zeit kam es zu einer immer stärkeren Zerstückelung des Wieslauterhofes. Das Gut spielte aber weiterhin eine gewichtige Rolle in der Geschichte der Region: "Von den insgesamt 672 Einwohnern der Gemeinde Merzalben lebten 37 im Jahre 1833 auf dem Wieslauterhof. Davon waren 18 katholisch und 19 protestantisch. Vier Buben und zwei Mädchen besuchten die Volksschule in Merzalben. Der Weg zur Schule war gut und erforderte einen Fußmarsch von einer Dreiviertelstunde" (Gemeindestatistik der Volksschule zu Merzalben 1833, Gemeindearchiv Merzalben). Der letzte Privatbesitzer war die Familie Rebholz, die das Gut am 22. Oktober 1900 an den bayrischen Staat verkaufte. 1907 wurden alle Gebäude bis auf das am besten erhaltene abgerissen.
Im Jahr 2010 wurde der Hof mit Unterstützung durch das Land Rheinland-Pfalz von Grund auf saniert, bzw. restauriert. Das Gebäude soll die Lebens- und Arbeitsbedingungen vergangener Zeit- und Kulturepochen dokumentieren. Für den Erhalt des Hofes wurden 2010 ca. 105.000 Euro durch die Denkmalschutzbehörde ausgegeben. Das Objekt liegt aber in der Kernzone Quellgebiet der Wieslauter des Biosphärenreservats Pfälzerwald-Vosges du Nord mit der Folge, dass ein sogenanntes Wegegebot herrscht und die zum Wieslauterhof ausgewiesenen Wege nicht verlassen werden dürfen. Auch ein Betreten des Gebäudes zur genaueren Erkundung der „Lebens- und Arbeitsbedingungen“ ist nicht gestattet – die Außenflächen der renovierten Anlage müssen im Naturzustand belassen werden.
Dies rief den Bund der Steuerzahler auf den Plan der das Projekt als Musterbeispiel für Steuerverschwendung in sein Schwarzbuch 2011 aufgenommen hat.
Seit der Renovierung wird über eine mögliche Nutzung des Wieslauterhofs auf politischer Ebene diskutiert, eine Lösung ist bisher nicht in Sicht. Zusätzlich zur schlechten Erreichbarkeit wird die Nutzung dadurch erschwert, dass der Hof auch nach der Renovierung weder über Strom- noch Wasseranschluss verfügt.